# Крюков, Василий Иванович
Василий Иванович Крюков (1923—1986) — майор Советской Армии, участник Великой Отечественной войны, Герой Советского Союза (1943).

## Биография
Василий Крюков родился 1 августа 1923 года в селе Бегоща (ныне — Рыльский район Курской области). После окончания семи классов школы работал в родном селе. В 1941 году Крюков был призван на службу в Рабоче-крестьянскую Красную Армию. В 1941 году он окончил Симферопольское пулемётно-миномётное училище. С июня 1943 года — на фронтах Великой Отечественной войны, командовал стрелковым взводом 1031-го стрелкового полка 280-й стрелковой дивизии 60-й армии Центрального фронта. Отличился во время битвы за Днепр.
В ночь с 24 на 25 сентября 1943 года Крюков во главе группы бойцов переправился через Днепр в районе села Окуниново Козелецкого района Черниговской области Украинской ССР и принял активное участие в боях за захват и удержание плацдарма на его западном берегу. 25—26 сентября 1943 года группа Крюкова успешно отразила ряд немецких контратак, применяя при этом трофейное вооружение при нехватке собственного.
Указом Президиума Верховного Совета СССР от 17 октября 1943 года за «образцовое выполнение боевых заданий командования на фронте борьбы с немецкими захватчиками и проявленные при этом мужество и героизм» младший лейтенант Василий Крюков был удостоен высокого звания Героя Советского Союза с вручением ордена Ленина и медали «Золотая Звезда» за номером 1894.
После окончания войны Крюков продолжил службу в Советской Армии. В 1961 году в звании майора он был уволен в запас. Проживал в Курске. Умер 29 марта 1986 года.
Был также награждён орденами Отечественной войны 1-й степени и Красной Звезды, рядом медалей.